# Ленчовская, Мелания Михайловна
Мелания Михайловна Ленчовская (род. 14 января 1939, село Раковец, Станиславское воеводство-12 ноября 2011,там же ) — украинская советская деятельница, звеньевая, новатор сельскохозяйственного производства. Герой Социалистического Труда (1976). Кандидат в члены ЦК КПУ в 1976—1986 г. Депутат Верховного Совета СССР 7-8-го созывов.

## Биография
Образование неполное среднее.
В 1953—1956 г. — колхозница колхоза имени Чкалова Городенковского района. С 1956 г. — звеньевая колхоза имени Чкалова (затем — «Прогресс») села Раковец Городенковского района Ивано-Франковской области.
Член КПСС с 1968 года.
Звено, которое возглавляла Ленчовская, прославилось высокими (свыше 700 центнеров корней с каждого гектара) постоянными урожаями сахарной свеклы.
Потом — на пенсии в селе Раковке Городенковского района Ивано-Франковской области. Была заместителем председателя Городенковского районного отделения Всеукраинского женского объединения «Солидарность».

## Награды
- Герой Социалистического Труда (1976)
- два ордена Ленина (,1976)
- орден Трудового Красного Знамени
- медали

## Ссылка
- [leksika.com.ua/14671102/ure/lenchovska Ленчовская Мелания Михайловна]